# ان‌جی‌سی ۱۹
ان‌جی‌سی ۱۹ (به انگلیسی: NGC 19) یک کهکشان مارپیچی در صورت فلکی زن برزنجیر است. اغلب به اشتباه آن را ان جی سی ۲۱ می‌نامند.